# Łajsy (Gietrzwałd)
Łajsy (deutsch Leyßen, 1928 bis 1945 Leissen) ist ein Ort in der polnischen Woiwodschaft Ermland-Masuren. Er gehört zur Gmina Gietrzwałd (Landgemeinde Dietrichswalde) im Powiat Olsztyński (Kreis Allenstein).

## Geographische Lage
Łajsy liegt im Westen der Woiwodschaft Ermland-Masuren, 15 Kilometer südwestlich der Kreis- und Woiwodschaftshauptstadt Olsztyn (deutsch Allenstein).

## Geschichte
1364 ist das Gründungsjahr des seinerzeit Luysen, nach 1785 Leißen und nach 1871 Leyßen genannten Gutsdorfs. Im Jahre 1874 kam der Gutsbezirk Leyßen zum neu errichteten Amtsbezirk Dietrichswalde (polnisch Gietrzwałd) im ostpreußischen Kreis Allenstein. Die Einwohnerzahl Leyßens belief sich im Jahre 1910 auf 120.
Am 30. September 1928 wurde der Gutsbezirk Leyßen in die Landgemeinde Hermsdorf eingegliedert, gleichzeitig die Landgemeinde Hermsdorf in „Landgemeinde Leissen“ umbenannt. Die Zahl der Einwohner dieser Gemeinde belief sich 1933 auf 117 und 1939 auf 129.
Im Jahre 1945 wurde in Kriegsfolge das gesamte südliche Ostpreußen an Polen abgetreten. Leissen erhielt die polnische Namensform „Łajsy“ und ist heute eine Ortschaft innerhalb der Landgemeinde Gietrzwałd (Dietrichswalde) im Powiat Olsztyński (Kreis Allenstein), von 1975 bis 1998 der Woiwodschaft Olsztyn, seither der Woiwodschaft Ermland-Masuren zugehörig.

## Kirche
Bis 1945 war Leyßen resp. Leissen in die evangelische Kirche Allenstein in der Kirchenprovinz Ostpreußen der Kirche der Altpreußischen Union, außerdem in die römisch-katholische Kirche Dietrichswalde im Bistum Ermland eingepfarrt.
Heute gehört Łajsy evangelischerseits zur Christus-Erlöser-Kirche Olsztyn in der Diözese Masuren der Evangelisch-Augsburgischen Kirche in Polen, katholischerseits zur Wallfahrtskirche Gietrzwałd im jetzigen Erzbistum Ermland.

## Verkehr
Łajsy liegt an der Kreisstraße (polnisch Droga powiatowa (DP)) 1370N, die von Gietrzwałd über Unieszewo (Schönfelde) nach Tomaszkowo (Thomsdorf) und weiter bis Bartąg ((Groß) Bertung) führt. Zwischen dem Nachbardorf Pęglity (Penglitten) und Łajsy besteht eine Nebenstraßenverbindung.
Die nächste Bahnstation ist Unieszewo. Sie liegt an der PKP-Bahnlinie 353 Posen–Toruń–Skandawa (–Tschernjachowsk).